# Артур (телеведущий)
Артур (род. Жак Эссебаг; 10 марта 1966 года в Касабланке, Марокко) — телеведущий, продюсер и комик.
Бросив юридический факультет, он начал свою карьеру в качестве ведущего на местном радио в парижском регионе в конце 1980-х годов. В начале 1990-х он приобрёл известность как ведущий радио программ на «Fun Radio», «Europe 1» и «Europe 2» («Arthur et les pirates», «PlanetArthur» и «Radio Arthur»). С 1991 года он стал ведущим телевизионных программ, сначала на France 2 и TF1 («Les Enfants de la télé», «La Fureur»).
Тем временем он начал театральную карьеру с двух моноспектаклей «Arthur en vrai» (2005) и «I Show» (2009) и играл Питера Брочана в фильме «Le Dîner de Cons» (2007) вместе с Дани Буном.
С середины 1990-х годов он также является предпринимателем в области аудиовизуальных услуг. До 2006 года он был вице-президентом французской дочерней компании Endemol. С 2008 года он является владельцем Ouï FM.

## Ранние года
Жак Эссебаг родился 10 марта 1966 года в Касабланке. Его отец, Мишель Эссебаг, был дипломированным бухгалтером, а мать — домохозяйкой. У него есть брат Оливье. Как и многие евреи-сефарды, его родители покинули Марокко в 1967 году, во время Шестидневной войны, и поселились в пригороде Парижа, в Масси. После окончания средней школы он начал изучать юриспруденцию в Со, на юридическом факультете Жана Моне в Университете Париж-Юг 11. В то время как он повторял свой первый год, он дебютировал по радио на местной радиостанции Massy-Pal, на которой он был ведущим передачи Tonus, которая предоставляла спортивные результаты для города.

## Радио карьера
В 1987 году он стал ведущим RFM. Он взял псевдоним Артур, чтобы отличить себя от омонима. В 1988 году он провёл некоторое время на Kiss Fm, а затем присоединился к Skyrock в 1989 году. Со Skyman он создал «Les zigotos du matin».

### 1990-е годы
В 1991 году он присоединился к Fun Radio, чтобы вести передачи с 6:30 до 9:00, в которых он создавал такие игры, как провокационный оргазмотрон (симуляция живого женского оргазма). Его известность возросла благодаря рекламной кампании его программы, в которой он представил себя как «величайшую пизду FM-диапазона». На Fun Radio он познакомился с Эммануэлем Леви, известный как Мэтр Леви, который стал его режиссёром и сопровождал его в телевизионной карьере.
Он покинул Fun Radio в следующем сезоне в 1992 году, чтобы присоединиться к Europe 1, которая хотела омолодить свою аудиторию. Там он провёл передачу «Артур и лесные пираты» в течение четырёх сезонов с 16:30 до 18:00 с Мэтром Леви, Александром Девуа (капитаном Субом), принцессой Джейд (встречалась на Скайроке), Реми Качча и Мишель Бернье. Он вёл те же игры, что и на Fun Radio. Первый сезон проходил с живой публикой.
В сентябре 1996 года он вернулся на Europe 2, чтобы вести «La Matinale» с 8 утра до 9:30 утра, а затем с 7:30 до 9:00 с 1997 года. Шоу был записан как серия скетчей с фальшивой публикой. Юмористическая команда состояла из Мэтра Леви, Гада Эльмалеха, Аксель Лаффон, Текса, Гаса (Гюстав де Керверн из Гроленда), Франсуа Менье (JC из Скайрока) и Филиппа Лельвра.

### 2000-е годы
В начале 2000 года Артур покинул Europe 2 и вёл «PlanetArthur» на Fun Radio каждый день с 16.00 до 18.30 вместе с Мэтром Леви, Мириам, Валери Бенайм и Кириллом Хануной.
Когда в сентябре 2004 года Себастьян Кауэ устроился на Fun Radio, Артур захотел покинуть радио и связался со своими адвокатами. По сути, он утверждал, что Кауэ ранее шутил насчёт нацистских концентрационных лагерей в 1995 году и поэтому отказывался работать на том же радио. Fun Radio не согласилось отпустить его, утверждая, что контракт истёк 30 июня 2005 года и вынудило его продолжать вести «PlanetArthur» в сентябре 2004 года. Затем Артур создал три программы под названием «Libérez Arthur», в которых он просил освободить себя от контракта, в частности распространении сообщений поддержки своих друзей из шоу-бизнеса и сделал несколько пародий директора станции, которого сыграл Джонатан Ламберт. 9 сентября Fun Radio прекратило вещать эту передачу. В ноябре 2004 года суд разорвал контракт с Fun Radio в пользу радио, но не присудил возмещения убытков. В октябре 2007 года Артур и Кауэ окончательно примирились: Кауэ присутствовал на спектакле «Le Diner de Cons», затем Артур участвовал в «La Méthode Cauet» 20 декабря 2007 года, затем Кауэ был приглашён на вечер сочельника, 31 декабря 2007, организованный Артуром.
Несколько месяцев спустя он перешёл на Europe-2, где с 16.00 до 18.00 он вёл «Артура и лесных пиратов» с Мэтрром Леви, Принцессой Джейд и Джонатаном Ламбером. Его первый шоу имел мировой рекорд запуска радиопередачи (33 часа подряд, с 25 ноября 2004 года, 16:00, до 26 ноября, 1:00 утра). Этот рекорд позже был перебит Кауэ на Fun Radio. Эта программа, получившая название «33 heures chrono», была выпущена на DVD и адаптирована в серии программ для MCM.
С сентября 2005 года по февраль 2006 года он вёл новую программу «Радио Артур» совместно с Ману Леви, Джаз и Джонатаном Ламбертом.

## Телевизионная карьера
В 1992 году он начал телевизионную карьеру с «L'Émission impossible» на TF1. Программа, выходившая в пятницу вечером в полночь, была составлена из ток-шоу и провокационных скетчей в стиле Говарда Стерна. Шоу провалилось, но представило широкой публике различных комиков, таких как Эли Семун, Дьедонне Мбала Мбала Лоран Виолет и Александр Девуаз.
В 1994 году он был ведущим «Les Enfants de la télé» вместе с Пьером Черниа на France 2. На France 2 он также вёл программу караоке в 1996 году «La Fureur du samedi soir», совместно с ведущим Паскалем Севраном. Позже он экспортировал эти программы на TF1 одновременно с «Les Enfants de la télé». Он также был одним из организаторов Victoires de la Musique с Мишелем Друкером.
Затем Артур запустил другие развлекательные программы на TF1, такие как «Rêve d’un soir» и «120 минут de bonheur». Шоу «CIA», которое он вёл и продюсировал совместно с Домиником Фарругием в 2001 году, провалилось. Программа состояла из серии юмористических журналистских расследований.
Артур также являлся продюсером других успешных программ, таких как «Exclusif» на TF1 или «La Grosse Émission» на Comédie !, через свою компанию Case Productions, совладельцем которой был продюсер Стефан Курбит, и которая впоследствии была переименована в ASP.
В 2001 году Артур стал вице-президентом Endemol France, созданной после приобретения компанией Endemol ASP. Компания запустила множество телевизионных реалити-шоу во Франции. Endemol France купила много других производственных компаний, а Артур продал свои доли в Endemol в конце 2006 года.
Артур продолжал вести «Les Enfants de la Télé» и другие успешные программы, включая TF1 «À prendre ou à laisser», местную версию «Deal or No Deal». Он представил музыкальную премию NRJ 2007 года 20 января 2007 года. Его шоу спонсировалось радио NRJ.
В августе 2007 года он решил покинуть «À prendre ou à laisser», чтобы посвятить себя своей новой театральной карьере в «Le Dîner de Cons». «Les Enfants de la télé» и сочельник остаются в настоящее время его единственными телешоу.
5 января 2009 года он снова принимал гостей в течение четвёртого года.
С 8 ноября 2010 года Артур ведёт «Ce Soir Avec Arthur!» на канале Comedie!, еженедельную подборку новостей и юмора. Комики Клаудия Тагбо, Ари Абиттан и Амель Чабби участвуют в различных сегментах. Критики и фанаты отметили, что некоторые сегменты, такие как начальные титры и музыкальные номера под фонограмму, поразительно похожие на те в Американском шоу «The Late Late Show with Craig Ferguson» на CBS, включая использование абсолютно идентичных марионеток. Крейг Фергюсон говорил о своём изумлении на своём шоу 22 ноября 2010 года, приравнивая плагиат своего шоу к «снятию штанов с бродяги». Компания Worldwide Pants Inc., владеющая интеллектуальной собственностью «The Late Late Show», официально не прокомментировала, но источники, знакомые с этим вопросом, заявили, что судебный иск рассматривается. Тем не менее, Артур появился в программе Фергюсона 29 ноября, утверждая, что сходство — скорее дань уважения, а не копия, и указав, что между этими двумя ведущими нет вражды; программа закончилась тем, что они подражали финальной сцене Касабланки и предлагали новую дружбу. В июне 2011 года Крэйг отправился во Францию с Кристен Белл и его помощником-роботом Джеффом Петерсоном, во время которого он появился на шоу Артура.

## Театральная карьера
В сентябре 2005 года Артур начал театральную карьеру с моноспектакля, автором которого являлась Изабель Нэнти под названием "Arthur en vrai, с которым он хотел «представить себя публике» и изменить свой имидж. Во время первого тура это шоу было показано в Европе, Северной Африке и Квебеке, и его посмотрели более 100 000 человек во Франции.
В 2007 году Артур прошёл кастинг чтобы играть Пьера Брокана в «Le Dîner de Cons», вместе с Дани Буном. Режиссёр Фрэнсис Вебер, выбрал его и дал ему роль Пьера Брокана, ранее сыгранного Клодом Брассёром / Мишелем Ру на сцене и Тьерри Лермиттом в экранизации. Хорошо принятый критиками, пьеса была сыграна более 200 раз и её смотрело 150 000 человек. Тур закончился в марте 2008 года, на месяц раньше срока, из-за успеха Дани Буна «Бобро поржаловать».
Спустя три года после «Arthur en vrai», Артур начал в конце 2008 года «I Show», новое комедийное шоу, в котором он анализирует различные аспекты новых технологий. В январе 2009 года спектакль в Ардеше был отменён из-за пропалестинских демонстраций, связанных с израильской кампанией в Газе и обвинений в финансовой поддержке Израиля. В феврале 2009 года три новых выступления были отменены, и Артур занял публичную позицию в статье, опубликованной в Le Monde, в которой он жаловался на то, что является жертвой антисемитской кампании.

## Личная жизнь
Артур — отец ребёнка по имени Самуил, которого он имел с бывшей моделью, Леа Виньи. 12 февраля 2004 года после трёх лет совместного проживания он женился на Эстель Лефебуре, бывшей жене Дэвида Холлидея. Они развелись в апреле 2008 года.
В 2007 году Артур публично поддержал Николя Саркози во время президентской кампании.

## Работы

### Театр / моноспектакли
- 2006 : Arthur en vrai, автор Изабель Нанти
- 2007 : Le Dîner de Cons с Дани Буном и Францисом Вебером
- 2009 : iShow, второй моноспектакль

### Телевидение
- Vendredi, tout est permis avec Arthur (2011-present) / Американская версия: Riot
- Les Enfants de la télé (1994-present)
- À prendre ou à laisser (2004—2006 ; 2009)
- Rêve d’un jour / Rêve d’un soir
- Le bêtisier du samedi (1995—1996)
- La Fureur (1996—2000)
- Les enfants du 31 (2006—2007)
- C.I.A.
- 120 minutes de bonheur (2001—2005)
- Personne n’est parfait
- Le zapping du samedi
- Nice People (с Флави Фламен) (2003)

### Фильмография
- Les Bidochon, режиссёр Серж Кобер, 1996
- Paparazzi, режиссёр Ален Берберьян, 1998
- Mes amis, режиссёр Мишель Хазанавичус, 1999

### Дискография
- 1992 : Arthur à La Télé, à La Radio (EMI)
- 1996 : Les enfants de la télé (Versailles)
- 1999 : La Fureur — Les hits (EMI)
- 1999 : La Fureur — Les hits de l'été (EMI)
- 1999 : La Fureur — Les slows (EMI)
- 1999 : La Fureur — Les succès de toujours (EMI)
- 2002 : Planetarthur, La compil'  (Sony)
- 2003 : Planetarthur, Le retour (Sony)